# Cerveja no Reino Unido

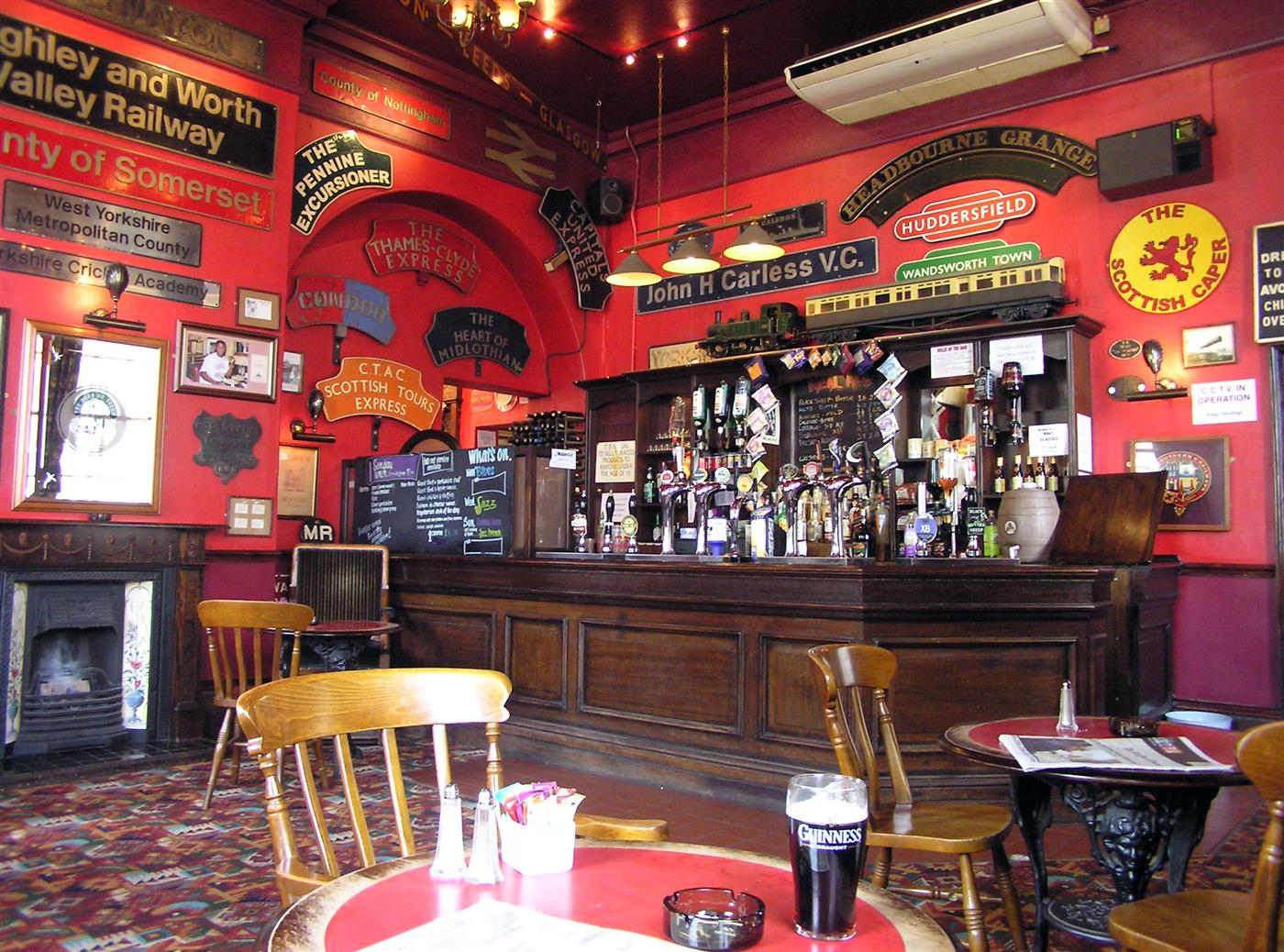
Um pub tipicamente britânico.

A cerveja no Reino Unido tem uma longa história e tradições bastante distintas. Historicamente, os principais estilos eram Bitters, Porters, Stouts e cervejas de alta fermentação, mas após a Segunda Guerra Mundial as Lagers conquistaram mais de metade do mercado em volume. A Campaign for Real Ale (CAMRA) foi fundada em 1971 e incentivou a preservação e o renascimento dos estilos tradicionais de cerveja. Em particular, a CAMRA promoveu a cerveja acondicionada em barril, que completa sua maturação em barris na adega do pub e não na cervejaria. Em 2023 as Lagers tinham uma participação de mercado de 72,9%, as cervejas escuras tinham 21.2%, as Stouts tinham 4.2% e as sem álcool/0% tinham 1.8%.

## História
Na Idade Média, a cerveja era fabricada por abadias e cervejarias independentes, mas a dissolução dos mosteiros no século 16 significou que a fabricação de cerveja britânica perdeu sua conexão com as casas religiosas mais cedo do que em outros países europeus. Como resultado, a indústria tem alguns dos nomes mais antigos da história corporativa britânica - Shepherd Neame foi incorporada em 1698, e o Bass Red Triangle e Diamond foram as primeiras marcas registradas a serem registradas. As empresas familiares tornaram-se marcas nacionais durante o século 19, muitas com sede em Burton-on-Trent, que tinha água particularmente boa para a fabricação de cerveja. Na década de 1970, a fabricação de cerveja concentrou-se num punhado de grandes empresas nacionais, que viriam a tornar-se em grandes multinacionais como a AB InBev. Um corte de impostos para pequenas cervejarias em 2002 viu uma explosão de novas cervejarias - a partir de setembro de 2014 havia mais de 1472 cervejarias no Reino Unido, com três novas cervejarias a serem lançadas a cada semana. Esta é a maior quantidade de cervejarias per capita do mundo;  Eles produzem mais de 8.000 cervejas regulares e milhares de cervejas sazonais e únicas.
O primeiro imposto sobre a cerveja no Reino Unido foi o dízimo de Saladino, introduzido em 1188 por Henrique II para arrecadar dinheiro para as cruzadas

## Estilos de cervejas originarias do Reino Unido
As variedades de cerveja Brown Ale, Mild ale, Pale ale, Burton ale e Porter são originários do Reino Unido.

## Dados econômicos

### Consumo
Em 2023 foram consumidos 44.316.000 hectolitros, sendo o consumo per capita de 66 litros anuais. O canal on-trade foi responsável por 42% do consumo, enquanto o canal off-trade foi responsável por 58%.

### Produção
Em 2023 existiam no Reino Unido 1.760 cervejarias ativas que produziram 34.212.000 hectolitros de cerveja. O valor de impostos gerados pelo fabrico foi de 4.233 milhões de euros. O fabrico de cerveja foi responsável por 16.500 empregos diretos (em 2022).

### Exportações/Importações
Em 2023 foram exportados 2.610.000 hectolitros para os membros da União Europeia e 1.543.000 hectolitros para o resto do mundo. Em termos de importações, foram importados da União Europeia 8.024.000 hectolitros e 190.000 hectolitros do resto do mundo.

## Mercado
Em 2022, os três principais grupos cervejeiros tinham uma participação de mercado de 58,1%. Se consideramos os dez primeiros grupos, a participação era de 86,6%. A marca mais vendida era a Carling de propriedade da Molson Coors. A nível nacional as principais cervejeiras são a Greene King (CKA Holdings), Shepherd Neame e a Wells and Young's. A nivel regional existem mais de mil pequenas cervejarias.

### Quotas de mercado
Em 2022 as quotas de mercado da cerveja no Reino Unido era o seguinte:
- Grupo AB InBev tinha 21.2% de quota de mercado, distribuídos pelas seguintes marcas: Stella Artois 8,3%, Budweiser 6,3%[7], Bass 0,2%[8].
- Grupo Heineken tinha 19,7% de quota de mercado, distribuídos pelas seguintes marcas: Foster's 9,1%, Moretti 3.0%.[7]
- Grupo Molson Coors tinha 17,2% de quota de mercado, distribuídos pelas seguintes marcas: Carling 11,5%.[7]
- Grupo Carlsberg Marston's tinha 10,0% de quota de mercado, distribuídos pelas seguintes marcas: Carlsberg 4,5%, Kronenbourg 2,5%.[7]
- Grupo Asahi tinha 5,3% de quota de mercado, distribuídos pelas seguintes marcas: Peroni 3,5%.[7]
- Grupo Mahou-San Miguel tinha 4,2% de quota de mercado, distribuídos pelas seguintes marcas: San Miguel 4,2%.[7]
- Grupo Diageo tinha 3,9% de quota de mercado, distribuídos pelas seguintes marcas: Guinness 3,8%.[7]
- Grupo CKA Holdings tinha 1,9% de quota de mercado.[7]
- Grupo C&C Group tinha 1,9% de quota de mercado.[7]
- Grupo Wells & Young's tinha 1,3% de quota de mercado.[7]

### Marcas de cerveja
As marcas distribuídas por grupos ou fabricante é a seguinte:
- AB InBev: Stella Artois, Budweiser, Bass Draught, Corona Extra, Bud Light, Leffe, Beck´s, Camden, Goose Island, [9][1][10]
- Heineken: Foster's, Birra Moretti, John Smith's, Newcastle Brown Ale, Heineken, Amstel, Brixton Brewery, Cruzcampo, Desperados, Lagunitas, Murphy´s, Newcastle Brown Ale, Red Stripe, Sagres, Sol e Tiger. [9][1][11]
- Molson Coors: Carling, Stones Bitter, Aspall, Blue Moon, Coors, Sharps, Franciscan Well, La Sagra, Madri Excepcional, pravha e staropramen. [1][12]
- Carlsberg Marston's: Carlsberg, Kronenbourg/1664, McEwan's, Hobgoblin, Brooklyn, Birrificio Angelo Poretti, Erdinger, Marston’s, Shipyard, Tetley's, Wainwright, Holsten, Tuborg, Skol[1][9][13]
- Asahi Group: Peroni, Pilsner Urquell, Grolsch, Asahi, Meantime , Fuller's, Dark Star, Tyskie, Lech, Dębowe Mocne e Żubr.[1][14]
- Mahou-San Miguel: San Miguel.[1]
- Diageo: Guinness.[1]
- CKA Holdings (Greene King): Old Speckled Hen, Abbot Ale.[9][1]
- C&C Group: Tennent’s, Heverlee, 5 Lamps, Caledonia Best.[15]
- Wells & Young's Brewing: Josephine.[16]
- Hall & Woodhouse: Tanglefoot, Badger Fursty Ferret.[9]
- Fuller's Brewery: Fuller's London Pride.[9]
- Shepherd Neame: Shepherd Neame

As marcas de cerveja extintas no Reino Unido são as seguintes:
- Anchor Brewery.